# قانون التعليم العالي لعام 1965
كان قانون التعليم العالي لعام 1965 (HEA) (Pub.L. 89–329) قانونًا تم توقيعه في قانون الولايات المتحدة في 8 نوفمبر 1965، كجزء من جدول الأعمال المحلي للجمعية العظمى للرئيس ليندون جونسون. اختارت جونسون جامعة ولاية تكساس (التي كانت تسمى آنذاك «كلية ولاية تكساس الجنوبية الغربية»)، والدة الأم، كموقع للتوقيع. كان المقصود من القانون «تعزيز الموارد التعليمية للكليات والجامعات لدينا وتقديم المساعدة المالية للطلاب في مرحلة ما بعد التعليم الثانوي والعالي». وزادت الأموال الاتحادية المقدمة للجامعات، وقدمت منحاً دراسية، وقدمت قروضاً منخفضة الفائدة للطلاب، وأنشأت فيلق المعلمين الوطنيين. تتم تغطية «المساعدة المالية للطلاب» في الباب الرابع من HEA.
تمت إعادة التفويض على قانون التعليم العالي لعام 1965 في أعوام 1968 و 1972 و 1976 و 1980 و 1986 و 1992 و 1998 و 2008. وقد انتهى التفويض الحالي للبرامج في قانون التعليم العالي في نهاية عام 2013، ولكن تم تمديده حتى عام 2015 يعد المؤتمر التغييرات والتعديلات. قبل كل إعادة تفويض، يقوم الكونجرس بتعديل البرامج الإضافية، وتغيير لغة وسياسات البرامج الموجودة، أو إجراء تغييرات أخرى.

## قانون عام 1965
في يناير 1965، قدم الممثل إيديث غرين من ولاية أوريغون HR 3220 كمشروع قانون «لتعزيز الموارد التعليمية من الكليات والجامعات لدينا وتقديم المساعدة المالية للطلاب في التعليم ما بعد الثانوي». قدم السناتور واين مورس من ولاية أوريغون نسخة مجلس الشيوخ مشروع القانون، س 600. سعت مشاريع القوانين لإنشاء مجلس مستشار لمراجعة برامج تدريب المعلمين وإنشاء فيلق المعلم الوطني، والتي من شأنها توظيف المعلمين للعمل في المناطق ذات الدخل المنخفض وتدريب المعلمين. وشملت أحكام أخرى من مشاريع القوانين المساعدات المالية، والمنح الدراسية، ودراسة العمل، وتحسينات المكتبة. وعقدت اللجنة الفرعية الخاصة المعنية بالتعليم واللجنة الفرعية للتعليم التابعة للجنة مجلس الشيوخ المعنية بالعمل والرفاه العام جلسات استماع عديدة خلال عام 1965، وعقدت العديد من جلسات الاستماع. بناء على توصيات مديري الجامعات والمعلمين ومسؤولي المساعدات الطلابية، تم تقديم مشروع قانون جديد: H. R. 9567. تم تمريره من قبل مجلس النواب في 26 أغسطس ووافق مجلس الشيوخ على مشروع القانون في 2 سبتمبر.
في توقيع قانون التعليم العالي لعام 1965 إلى قانون، قال الرئيس جونسون أن القانون، جنبا إلى جنب مع قانون التعليم الابتدائي والثانوي لعام 1965 «حجر الزاوية في المؤتمر الكبير الرائع التاسع والثمانين» الذي سينشر «جذور التغيير والإصلاح» في جميع أنحاء البلاد.

## التغيرات في عام 1998
تم الإذن أولاً باكتساب الوعي المبكر والاستعداد للبرامج الجامعية (GEAR UP) بموجب تعديلات التعليم العالي لعام 1998. وكذلك في التعديلات التي أُدخلت في عام 1998، هو «ملحق القضاء على المعونة»، والذي يمنع الطلاب بتهمة تعاطي المخدرات من تلقي المساعدات الفيدرالية للكليات والجامعات، هذا هو المكان الذي تنشأ منه الأسئلة 31 في نموذج FAFSA. يسأل السؤال ما إذا كان الطالب قد أدين في أي وقت من الأوقات بجريمة مخدرات أثناء تلقيه مساعدات مالية فيدرالية.أيدت محكمة الاستئناف الأمريكية للدائرة الثامنة هذا الحكم القانوني في مواجهة تحدي دستوري من اتحاد الحريات المدنية الأمريكي في حالة الطلاب لسياسة المخدرات المعقولة ضد هجاء. .
تضمنت التعديلات أيضًا نصًا [HEA Section 487 (a) 23)] يطلب من الجامعات بذل جهد حسن النية لتشجيع تسجيل الناخبين للطلاب في حرمهم الجامعي. ينطبق هذا المتطلب فقط على المؤسسات الموجودة في الولايات التي تتطلب تسجيل الناخبين قبل يوم الانتخابات ولا تسمح بالتسجيل في يوم الانتخاب. تتلقى المؤسسات استمارات التسجيل من الدولة بعد طلبها قبل 120 يومًا على الأقل من الموعد النهائي لتسجيل الناخبين، ويجب أن تجعلها «متاحة على نطاق واسع» للطلاب.

## التغيرات في عام 2003
في عام 2003، تم الانتهاء من جزء كبير من قانون التعليم العالي. ونتيجة لذلك، توحد عدد من مجموعات الأقليات لطلب تغييرات معينة. أطلق على هذه المجموعة اسم "التحالف من أجل العدالة في التعليم العالي"، وكانت مؤلفة من "اتحاد التعليم العالي الهندي الأمريكي، والرابطة الإسبانية للكليات والجامعات، والرابطة الوطنية لتكافؤ الفرص في التعليم العالي، وهي مجموعة للدفاع عن الكليات السوداء تاريخياً. قدمت توصياتها المشتركة من أجل إعادة تفويض قانون التعليم العالي. وكان هدف التحالف هو مساعدة طلاب الأقليات على الدخول إلى الحقول التي يبدو أنهم فيها تمثيل ناقص وتقديم حوافز للأقليات لدخول هذه البرامج. وشملت هذه الحوافز المزيد من التساهل في جمع القروض والتمويل الحكومي الكامل لتعليم الأقليات. كما دعا التحالف إلى قيام الحكومة بإنشاء تمويل للطلاب في برامج الدراسات العليا للجامعات التي تخدم الأقلية.
على الرغم من سماع طلب التحالف لتغيير قانون التعليم العالي، تم رفض أجزاء مهمة. في عام 2003، رفض مجلس الشيوخ طلب زيادة المبلغ المقدم في منحة بيل، لتغطية نفقات الطالب بشكل أفضل. لا يزال، تم تصحيحها القضايا الأخرى. كان هناك قسم تم تمريره، من قبل مجلس النواب، والذي سمح بمزيد من الأموال للذهاب إلى المؤسسات، من أجل الحفاظ على تيارها. وتم إلغاء فترة سماح للكليات التي تطلب المزيد من القروض. لذا، إذا كانت هناك حاجة إلى المزيد من التمويل، فلن تضطر مؤسسات الأقليات إلى الانتظار.

## إعادة تفويض عام 2008
مع التغييرات المقترحة في عام 2003، لم يتم إلغاء قانون التعليم العالي الفعلي. بدلا من ذلك، تم تجديد العديد من أقسامه، مع تغيير جذري صغير. وقد تبعت العديد من الإضافات، مع تمديد التمديد الأخير حتى 15 أغسطس 2008. ووافق مجلس الشيوخ على قانون إعادة تفويض سلطة HEA في يوليو 2007، كما فعل مجلس النواب في فبراير 2008.
في 14 أغسطس 2008، صدر قانون التعليم العالي (القانون العام 110-315) (HEOA). أعادت تفويض النسخة المعدلة من قانون التعليم العالي لعام 1965. حقق هذا القانون تغييرات كبيرة في تصريفات القروض الطلابية للمعوقين. في السابق، للتأهل للحصول على إبراء الذمة، لا يمكن لأي شخص معاق أن يكون له دخل. وقد تم تغيير هذا إلى اختبار «أي نشاط كبير مكسب»، وهو نفس المعيار المستخدم من قبل إدارة الضمان الاجتماعي في تحديد الأهلية للتأمين ضد العجز الاجتماعي (SSDI). بدأت التغييرات في 1 يوليو 2010.
كما تم تضمينها في مراجعة 2008 لـ HEOA وهي أحكام تتطلب إجراءات من الكليات والجامعات الأمريكية لمكافحة المشاركة غير القانونية في الملفات. بعد الضغط الكبير من قبل جمعية الأفلام السينمائية الأمريكية (MPAA) ورابطة صناعة التسجيلات الأمريكية (RIAA)، تضمنت الإضافات إلى HEOA لعام 2008 متطلبات جميع الكليات والجامعات الأمريكية (1) الإفراج والكشف السنوي للطلاب فيما يتعلق بقوانين حقوق النشر وسياسات الحرم الجامعي المرتبطة بها، (2) خطة مكتوبة، قدمت إلى وزارة التعليم، لمكافحة إساءة استخدام حق المؤلف باستخدام واحد أو أكثر من أدوات ردع التكنولوجيا، و (3) عرض للطلاب من بدائل للتنزيل غير المشروع. أحاط الجدل الكبير بإدراج التشريع المناهض لـ P2P في HEOA لعام 2008، مما أدى إلى رسالة من عدد من قادة التعليم العالي.
بالإضافة إلى ذلك، فإن قانون تخفيض تكلفة الوصول إلى الكليات (CCRA)، وهو مشروع قانون لموازنة الميزانية تم توقيعه ليصبح قانونًا في سبتمبر 2007، قد أدخل تغييرات كبيرة على برامج المساعدات المالية الفيدرالية المتضمنة في HEA. بالإضافة إلى زيادة الحد الأقصى لجائزة Pell Grant وتخفيض أسعار الفائدة على قروض الطلاب المدعومة، حدد مشروع القانون هذا سداد القرض بنسبة 15٪ من دخل الفرد التقديري، ورفع علاوة حماية الدخل، وسن إعفاءات القروض للموظفين العموميين في برنامج القرض المباشر، وضع قروض طلابية ممولة تمويلاً حكوميًا لمعدلات ثابتة من قروض بسعر فائدة متغير، واتخذت إجراءات لمعالجة الممارسات الإشكالية في صناعة الإقراض. أصبحت معظم أحكام CCRA سارية المفعول في 1 أكتوبر 2007.
يتطلب القانون لأول مرة أيضًا أن تكون مؤسسات ما بعد المرحلة الثانوية أكثر شفافية بشأن التكاليف وتطلب ما يقرب من 7000 مؤسسة ما بعد المرحلة الثانوية التي تتلقى أموال المساعدات المالية الفيدرالية (الباب الرابع) لنشر الآلات الحاسبة للسعر الصافي على مواقعها الإلكترونية بالإضافة إلى الأمن وحقوق النشر السياسات بحلول 29 أكتوبر 2011.
كما هو محدد في HEOA، فإن الغرض من الحاسبة الصافية هو «مساعدة الطلاب الحاليين والمستقبليين، والأسر، والمستهلكين الآخرين على تقدير السعر الصافي الفردي لمؤسسة التعليم العالي للطالب. يجب تطوير الآلة الحاسبة في الطريقة التي تمكن الطلاب والأسر والمستهلكين الحاليين والمستقبليين من تحديد تقدير للسعر الصافي الفردي للطلاب الحاليين أو المستقبليين في مؤسسة معينة.»
يعرّف القانون «السعر الصافي التقديري» بالفرق بين متوسط سعر الحضور الإجمالي للمؤسسة (مجموع الرسوم الدراسية والرسوم، الغرفة والمجلس، الكتب واللوازم، والمصروفات الأخرى بما في ذلك المصاريف الشخصية والنقل لأول مرة، كامل في الوقت المحدد للطلاب الذين يحصلون على مساعدات)، ومنح المساعدة المتوسطة والمنح على أساس الجدارة للمؤسسة.
ذكرت إيليز ميلر، مديرة البرامج في نظام بيانات التعليم الثانوي المتكامل التابع لوزارة التعليم الأمريكية (IPEDS)، الفكرة وراء هذا الشرط: «نحن نريد فقط أن نكسر أسطورة سعر الملصق ونجاوزه. هذا هو إعطاء الطلاب بعض المؤشرات على أنهم لن يدفعوا بالضرورة الثمن الكامل.» 
تم تطوير النموذج بناءً على اقتراحات فريق المراجعة الفنية لـ (IPED (TRP، والذي اجتمع في الفترة من 27 إلى 28 يناير 2009، وشمل 58 شخصًا يمثلون الحكومات الفيدرالية وحكومات الولايات، ومؤسسات ما بعد المرحلة الثانوية من جميع القطاعات، وممثلي الجمعيات، والمقاولين قالب. عملت ماري ساب، نائب الرئيس المساعد للتخطيط والبحث المؤسسي في جامعة ميامي، كرئيسة للجنة. ووصفت هدف التفويض «لتزويد الطلاب الجامعيين المحتملين والحاليين ببعض الأفكار حول الفرق بين سعر الملصق للمؤسسة والسعر الذي سينتهي به الأمر».
واجهت TRP التحدي الصعب المتمثل في إنشاء أداة واحدة يمكن استخدامها من قبل مجموعة واسعة من المؤسسات - من المدارس المهنية الصغيرة، التي تهدف إلى الربح إلى الجامعات البحثية الرئيسية - مع موازنة البساطة للمستخدمين.
للوفاء بالمتطلبات، قد تختار مؤسسات ما بعد المرحلة الثانوية إما نموذجًا أساسيًا تم تطويره من قِبل وزارة التعليم الأمريكية أو آلة حاسبة سعرية صافية بديلة تقدم على الأقل الحد الأدنى من العناصر المطلوبة بموجب القانون.
كجزء من تدابير الشفافية التكاليفية، يتطلب HEOA لعام 2008 أيضًا على موقع College Navigator على الويب تقريرًا يعطي متوسط السعر الصافي المؤسسي للحضور للطلاب المتفرغين لأول مرة الذين يتلقون مساعدات مالية. هذا أيضا يشكل الأساس لقوائم الشفافية. تقرير عن موقع الويب الخاص بالكلية نافيجيتور، وهو السعر الصافي المؤسسي لحضور المستفيدين من المعونة من الباب الرابع حسب فئات الدخل؛ وبالنسبة إلى وزارة التعليم الأمريكية لتطوير رسوم دراسية متعددة السنوات ورسوم الرسوم المطلوبة للبرامج الجامعية لموقع College Navigator على الويب.
وقد تم انتقاد هيئة التعليم العالي لأنها وضعت تسعيرًا قانونيًا لقروض الطلاب الفيدرالية بناءً على اعتبارات سياسية بدلاً من التسعير القائم على المخاطرة.
كما أن إعادة إقرار قانون التعليم العالي لعام 2008 قد احتفظ أيضًا بالمتطلبات التي تدعو الجامعات إلى بذل جهد لتسجيل الطلاب للتصويت. ذكرت رسالة الزميل العزيز عام 2013 من وزارة التعليم الأمريكية أن الجامعات «يجب أن تجعل نماذج تسجيل الناخبين متاحة على نطاق واسع لطلابها وتوزع النماذج بشكل فردي على الطلاب درجة أو شهادة برنامج الذين هم في الحضور الفعلي في المعهد. يُسمح بالتوزيع بالبريد العادي أو الإلكتروني.»

## العنوان السادس
خلال فترة الإصلاح هذه من عام 2008، تمت مراجعة الباب السادس من HEA. يوفر الباب السادس التمويل الفدرالي لـ 129 من الدراسات الدولية ومراكز اللغات الأجنبية في الجامعات في جميع أنحاء البلاد. الهدف من هذا القانون هو ضمان وتشجيع وجهات نظر متنوعة من أجل تعزيز الأمن القومي. على هذا النحو، يوفر الباب السادس منحًا للدراسات اللغوية الدولية وبرامج الأعمال التجارية والتعليم الدولي بالإضافة إلى السياسة الدولية. وعلاوة على ذلك، يُطلب من متلقي هذه الأموال المشاركة في «التوعية العامة» للمدرسين من الروضة وحتى الصف الثاني والمعلمين والمعلمين وعامة الجمهور.
على مدار العقد الماضي، تم إبداء المخاوف بشأن هذه البرامج التي تمول بموجب العنوان السادس. وقد أكد النقاد المحافظون أن العديد من البرامج الدولية الممولة تنخرط في الخطابات المنحازة والمناهضة للولايات المتحدة والمعادية لإسرائيل، دون أي عروض موازنة.
ومن المؤكد أن مراجعة أجريت عام 2006 كلفها الكونغرس وجدت أن البرامج لم تصل إلى أهدافها. سعياً لتصحيح ذلك، أعرب الكونغرس عن الحاجة إلى إشراف أكبر من قبل وزارة التعليم، بالإضافة إلى إجراء تحقيق للتأكد من أن هذه البرامج تعكس «وجهات نظر متنوعة».
على الرغم من هذه الإصلاحات، فقد اعتبرت القضايا الواردة في الباب السادس مستوطنة. في كتابه «هيل»، قال مؤسس مركز لويس د. براندس كينيث ل. ماركوس إن «العنوان السادس لا يحتاج إلى تعديل، بل يحتاج إلى إجراء تعديلات عليه». جاء هذا الإعلان في أعقاب بيان مشترك صدر عن 10 مجموعات في 17 سبتمبر 2014، نسقها مركز برانديز.
وقد عبر هذا البيان المشترك عن قلقه العميق إزاء سوء استخدام أموال دافعي الضرائب، قائلاً إن «برامج التوعية هذه، التي لا تخضع لرقابة الكونجرس، غالباً ما تنشر الأكاذيب ضد أمريكا والمناهضة لإسرائيل». علاوة على ذلك، أعربت المجموعات عن رأيها. «في كثير من الأحيان يستثني الباحثون من وجهات نظر متنوعة في حين يخنقون الخطاب حول القضايا الحرجة. إن بيئة التعلم المتحيزة التي تؤدي إلى تثبيط الحرية الأكاديمية للطلاب وأعضاء هيئة التدريس من وجهات نظر مختلفة. في بعض المؤسسات يخشى الطلاب الاختلاف مع أساتذتهم». [رافق هذا البيان ورقة بيضاء نشرها مركز برانديز  بالإضافة إلى تقرير من مبادرة [26AMCHA]  يؤكد على الآثار السلبية التي ينتجها هذا المنظور المنحاز في الحرم الجامعي، جامعة كاليفورنيا على وجه التحديد. وجدت دراسة AMCHA أنه «في أي وقت كان مركز UCLA يرعى أو يشترك في رعاية حدث يذكر إسرائيل من خريف 2010 إلى ربيع 2013، 93٪ من الوقت كان ذكره سلبيًا وحرجًا - كما لو أن إسرائيل هي آفة على هذا الكوكب».
أصدر مكتب العلاقات الإعلامية بجامعة كاليفورنيا في لوس أنجلوس بيانًا قال فيه إن الجامعة «تظل ملتزمة بالامتثال لكافة القوانين الفيدرالية واحترام التبادل الحر والمفتوح للأفكار التي تمثل وجهات نظر متنوعة».
في ضوء هذه القضايا، يدعو البيان المشترك إلى إجراء تغييرات في برنامج الباب السادس الذي من شأنه أن 1) «يتساوى المستلمون من أموال الباب السادس لوضع إجراءات التظلم لمعالجة الشكاوى التي لا تعكس البرامج وجهات نظر متنوعة ومجموعة واسعة من وجهات النظر و 2) [r] تتساوى مع وزارة التعليم الأمريكية في إنشاء عملية رسمية لتسوية الشكاوى مشابهة لتلك المستخدمة في إنفاذ الباب السادس من قانون الحقوق المدنية لعام 1964.» 
وردًا على هذا البيان، أكدت إيمي و. نيوهال، المديرة التنفيذية لجمعية دراسات الشرق الأوسط في أمريكا الشمالية (MESA)، أن MESA "تعارض بحزم كل أشكال خطاب الكراهية والتمييز، بما في ذلك معاداة السامية"، ولكن "تشعر بالقلق من أن بعض من التقارير التي تصدرها جماعات سياسية حزبية مقرها خارج الأوساط الأكاديمية قد تضعف فعليًا الجهود الرامية إلى مكافحة معاداة السامية بتصوير جميع الانتقادات الموجهة للسياسات الإسرائيلية باعتبارها شكلاً من أشكال معاداة السامية أو "معادية لإسرائيل".
ومع ذلك، وكما يؤكد كينيث ل. ماركوس في رسالة وجهها إلى رئيس تحرير جريدة The Chronicle of Higher Education، فإن الموقعين على البيان المشترك «يحثون على عكس ذلك: أنظمة المساءلة لضمان أن هذه البرامج تقدم تنوعًا في وجهات النظر التي يتطلبها القانون الحالي.» كما جاء في البيان الختامي:«يمكن القول إن برامج الباب السادس لم تعد تخدم غرضًا مشروعًا ... في عام 2011، خفض الكونجرس تمويل الباب السادس على مستوى البلاد بنسبة 40٪، من 34 مليون دولار إلى 18 مليون دولار. ما لم تكن الإصلاحات الفعالة والضرورية قد يكون الكونغرس مضطرًا إلى التفكير في تخفيض أو إلغاء تمويل الباب السادس من مراكز دراسات الشرق الأوسط».

## تمديد HEA
بعد إعادة التفويض في عام 2008، من المقرر أن ينتهي قانون التعليم العالي في عام 2013، ولكن تم تمديده ليسمح للكونغرس بالعمل على إعادة التفويض التالي. في ديسمبر 2017، أعلن مجلس النواب الجمهوري أنه قد انتهى من إجراء إصلاح شامل لهذا القانون، والذي تم تأليفه في المقام الأول من قبل الممثلة فرجينيا فوكس من (R - N.C.)، رئيسة لجنة مجلس النواب المعنية بالتعليم والقوى العاملة. يسمى مشروع القانون الجديد تعزيز الفرص الحقيقية والنجاح والازدهار من خلال إصلاح التعليم (PROSPER) قانون. يهدف القانون إلى تبسيط عملية المساعدات المالية الفيدرالية وتوسيع برامج دراسة العمل الفيدرالية. كما أنه سيؤدي إلى إلغاء برنامجي عهد أوباما - «العمل المدر للربح» و «الدفاع المقترض» - الذي يهدف إلى منع الاستغلال المالي للطلاب الجامعيين، فضلاً عن منع قراءتهم.
وفقا للمتحدث باسم اللجنة مايكل ويست، «إن الإصلاحات في قانون PROSPER ضرورية لتزويد الطلاب بالتعليم عالي الجودة، وإصلاح نظام لم يكن يخدم احتياجاتهم».
وقد أثار بعض جماعات الدعوة بعض المخاوف حول كيفية تأثير قانون PROSPER على طلاب LGBTQ. وفقًا لحملة حقوق الإنسان، «يحتوي قانون الإكتمال على عدة أحكام تسمح باستخدام الدين لتبرير التمييز المحظور الذي قد يؤثر سلبًا على الطلاب المثليين».
بالإضافة إلى ذلك، يتضمن قانون PROSPER إصدارًا أضعف من الحكم الذي يتطلب من الجامعات زيادة تسجيل الناخبين الطلابي، وهو مطلب موجود في قانون التعليم العالي منذ عام 1998. ينتقد المنتقدون من أن هذا التغيير سيؤدي إلى انخفاض نسبة مشاركة الشباب في الانتخابات، حيث أن نسبة مشاركة الناخبين تاريخيا أدنى بين الناخبين الشباب.

## الملاحظات
1. ↑  "Johnson signs legislation into law". LBJ Library and Museum. مؤرشف من الأصل في 2007-07-14. اطلع عليه بتاريخ 2009-10-23.
2. 1 2 3  "Higher Education Act". The Great Society Congress. Association of Centers for the Study of Congress. مؤرشف من الأصل في 2018-10-21. اطلع عليه بتاريخ 2016-04-06.
3. ↑  Text of Students for Sensible Drug Policy v. Spellings, 523 F.3d 896 (8th cir., 2008) is available from:  Findlaw  LexisOne  Law.com
4. ↑  Voter Registration Provision in Higher Education Amendments of 1998 | Global Risk Management Services نسخة محفوظة 30 نوفمبر 2016 على موقع واي باك مشين.
5. 1 2  Stephen Burd, "Institutions Serving Minority Students Propose Changes to Higher Education Act," Chronicle of Higher Education 49, no. 26 (2003), http://web.ebscohost.com. نسخة محفوظة 2020-10-12 على موقع واي باك مشين.
6. 1 2  Kristina Lane, "Bill Would Expand Higher Ed. Access for Minorities, Low-Income Students," Community College Week 16, no. 4 (2003): 3, http://web.ebscohost.com. نسخة محفوظة 2020-10-12 على موقع واي باك مشين.
7. ↑  "A Strong Step for Students: House Higher Education Bill Promotes Innovation and Student Success" (PDF). Center for Law and Social Policy. مؤرشف من الأصل (PDF) في 2012-03-25. اطلع عليه بتاريخ 2011-08-09.
8. ↑  "Congress Expands Basic Aid and Supports Innovation in Student Success, Basic Skills, and Workforce Partnerships" (PDF). Center for Law and Social Policy. مؤرشف من الأصل (PDF) في 2012-03-25. اطلع عليه بتاريخ 2011-08-09.
9. ↑  "Higher Education Opportunity Act - 2008". U.S. Department of Education. مؤرشف من الأصل في 2019-05-14. اطلع عليه بتاريخ 2013-11-23.
10. ↑  "Higher Education Opportunity Act Anti-P2P provisions - 2008". Educause. مؤرشف من الأصل في 2016-01-13. اطلع عليه بتاريخ 2014-08-08.
11. ↑  "Dealing With the Higher Education Opportunity Act's New Copyright Protection Requirement" (PDF). Law Offices of Zick Rubin. مؤرشف من الأصل (PDF) في 2016-03-04. اطلع عليه بتاريخ 2014-08-08.
12. ↑  "Letter Opposing The Inclusion Of The Entertainment Industry Proposal On Illegal File Sharing In The HEA Sent By The Higher Education Members Of The Joint Committee" (PDF). Educause. مؤرشف من الأصل (PDF) في 2016-12-02. اطلع عليه بتاريخ 2014-08-08.
13. ↑  الجمعية الأمريكية للنساء الجامعيات. Increasing Access to Higher Education. January 2008. https://www.aauw.org/issues/ نسخة محفوظة 07 يناير 2010 على موقع واي باك مشين.
14. ↑  University Business: Preparing for the Net Price Calculator: Avoid Potential Pitfalls by Taking These Steps Today By Haley Chitty, October 2009
15. ↑  Michael Simkovic, Risk-Based Student Loans (2013) نسخة محفوظة 1 أغسطس 2020 على موقع واي باك مشين.
16. ↑  IFAP - Dear Colleague Letters نسخة محفوظة 21 يوليو 2018 على موقع واي باك مشين.
17. 1 2  Hegji, Alexandra. 2014. The Higher Education Act (HEA): A Primer. Congressional Research Service.
18. 1 2  Brandeis Center 2014- http://brandeiscenter.com/publications/research_opinion_full/joint_statement_on_the_misuse_of_federal_funds_under_title_vi نسخة محفوظة 2020-10-12 على موقع واي باك مشين.
19. ↑  Stanley Kurtz 2007- the national review -taking sides on title VI- http://www.nationalreview.com/article/223078/taking-sides-title-vi-stanley-kurtz نسخة محفوظة 12 أكتوبر 2020 على موقع واي باك مشين.
20. ↑  U.S Department of Education- http://www2.ed.gov/policy/highered/leg/hea08/index.html نسخة محفوظة 2020-10-12 على موقع واي باك مشين.
21. 1 2  Marcus, Kenneth L. (19 سبتمبر 2014). "Title VI and campus bias". The Hill. مؤرشف من الأصل في 2019-04-15. اطلع عليه بتاريخ 2017-02-17.
22. 1 2  Peter Schmidt, 2014, Supporters of Israel Say Programs in Middle East Studies Misuse U.S. Funds نسخة محفوظة 14 مارس 2017 على موقع واي باك مشين.
23. 1 2  Joint Statement on the Misuse of Federal Funds Under Title VI, 2014 نسخة محفوظة 14 أكتوبر 2014 على موقع واي باك مشين.
24. ↑  "The Morass of Middle East Studies: Title VI of the Higher Education Act and Federally Funded Area Studies (Rev. Ed.)" (PDF). Louis D. Brandeis Center. نوفمبر 2014. مؤرشف من الأصل (PDF) في 2017-03-29. اطلع عليه بتاريخ 2017-02-17.
25. ↑   https://web.archive.org/web/20190629151413/https://www.amchainitiative.org/wp-content/uploads/2014/09/CNES-Report.pdf. مؤرشف من الأصل (PDF) في 2019-06-29. {{استشهاد ويب}}: الوسيط |title= غير موجود أو فارغ (مساعدة)
26. 1 2 3  Inside Higher ED- Pro-Israel Groups Question Federal Funds for Middle East Centers https://www.insidehighered.com/quicktakes/2014/09/18/pro-israel-groups-question-federal-funds-middle-east-centers نسخة محفوظة 2020-10-12 على موقع واي باك مشين.
27. ↑  Our Goal Is Not ‘to Shut Down Open Discussion’ – Letters - Blogs - The Chronicle of Higher Education نسخة محفوظة 05 ديسمبر 2018 على موقع واي باك مشين.
28. ↑  Higher Education Act نسخة محفوظة 29 سبتمبر 2018 على موقع واي باك مشين.
29. ↑  "New Higher Education Bill Rolls Back Obama-Era Safeguards (Published 2017)" (بالإنجليزية الأمريكية). Archived from the original on 2019-11-16. Retrieved 2020-10-12.
30. ↑  CBO estimates show House higher ed bill could hit student loan borrowers hard - The Washington Post نسخة محفوظة 26 سبتمبر 2018 على موقع واي باك مشين.
31. ↑  Press Release | Press Releases | Media | House Committee on Education & Labor نسخة محفوظة 23 ديسمبر 2018 على موقع واي باك مشين.
32. ↑  Civic Nation BrandVoice: It's Time For Congress To Help Students Vote نسخة محفوظة 21 نوفمبر 2018 على موقع واي باك مشين.

## الموارد
- السياسة الفيدرالية: قانون فرص التعليم العالي. مركز القانون والسياسة الاجتماعية.
- Center for Postecondary and Economic Success. مركز القانون والسياسة الاجتماعية.
- Title 20، Chapter 28، Sub IVpter، United States Code 1070، et seq.

## الموارد الخارجية
- المجتمع العظيم